# World Professional Basketball Tournament
El World Professional Basketball Tournament fue un torneo de baloncesto para equipos profesionales de los Estados Unidos, organizado en Chicago, Illinois por el periódico Chicago Herald American. La competición se desarrolló entre 1939 y 1948. La mayoría de los equipos procedían de la NBL, aunque también hubo equipos procedentes de otras ligas, o incluso equipos que únicamente disputaban torneos de exhibición, como los New York Rens o los Harlem Globetrotters. Los partidos se disputaron en varios pabellones de la ciudad, como el Chicago Coliseum, el International Amphitheater o el Chicago Stadium.

## Palmarés
- 1939 - New York Rens 34-25 Oshkosh All-Stars
- 1940 - Harlem Globetrotters 31-29 Chicago Bruins
- 1941 - Detroit Eagles 39-37 Oshkosh All-Stars
- 1942 - Oshkosh All-Stars 43-41 Detroit Eagles
- 1943 - Washington Bears 43-31 Oshkosh All-Stars
- 1944 - Fort Wayne Zollner Pistons 50-33 Brooklyn Eagles
- 1945 - Fort Wayne Zollner Pistons 78-52 Dayton Acmes
- 1946 - Fort Wayne Zollner Pistons 73-57 Oshkosh All-Stars
- 1947 - Indianapolis Kautskys 62-47 Toledo Jeeps
- 1948 - Minneapolis Lakers 75-71 New York Rens

## MVP del Torneo
- 1939 Puggy Bell, New York Rens
- 1940 Sonny Boswell, Harlem Globetrotters
- 1941 Buddy Jeannette, Detroit Eagles
- 1942 Ed Riska, Oshkosh All-Stars
- 1943 Curly Armstrong, Fort Wayne Zollner Pistons
- 1944 Bobby McDermott, Fort Wayne Zollner Pistons
- 1945 Buddy Jeannette, Fort Wayne Zollner Pistons
- 1946 George Mikan, Chicago American Gears
- 1947 Julie Rivlin, Toledo Jeeps
- 1948 George Mikan, Minneapolis Lakers